# Rakety rodiny R-7

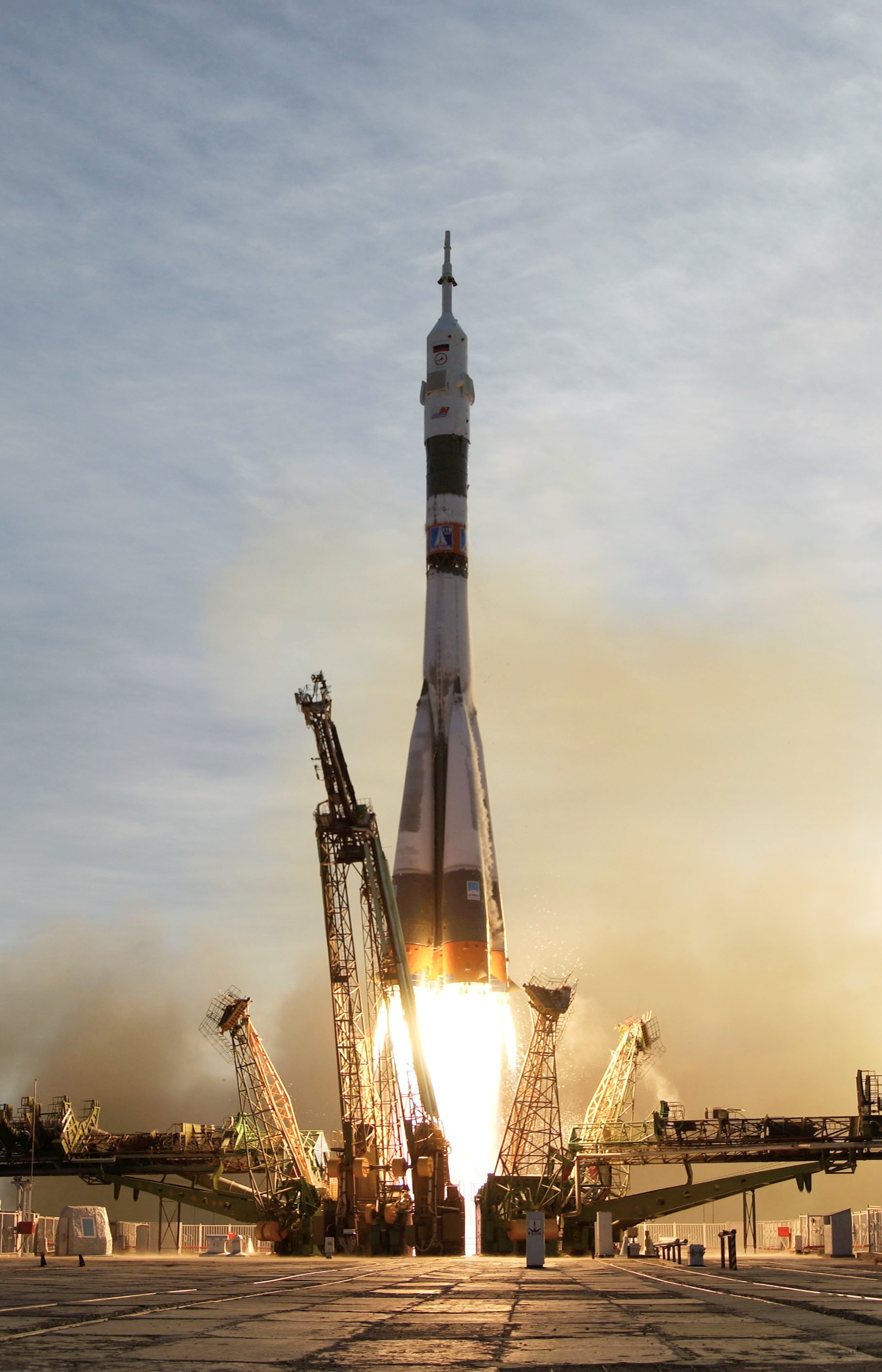
Nosná raketa Sojuz-FG při startu kosmické lodi Sojuz TMA-5

Rakety rodiny R-7 jsou rodinou nosných raket odvozených od mezikontinentální balistické rakety R-7 (běžně nazývané semjorka (sedmička, семёрка) cestou postupné výrazné modernizace.
Zdařilost a jako výsledek spolehlivost konstrukce, a také na mezikontinentální balistickou raketu vysoká nosnost dovolila využít R-7 jako nosnou raketu. Postupná modernizace motorů i přidání dalších stupňů vedla k růstu hmotnosti vynášeného užitečného zatížení, spolehlivosti a zvýšení spektra řešených úkolů.
Nosné rakety právě této rodiny otevřely lidem kosmickou éru, jimi byly, mimo jiné, vyvedeny na oběžnou dráhu první umělá družice Země Sputnik 1, první družice s živým tvorem na palubě i první pilotovaná kosmická loď Vostok 1. Dodnes jsou všechny ruské pilotované lodě vypouštěny raketami této rodiny.
V souvislosti s tím, že nejpočetnějšími zástupci rodiny jsou varianty raket Sojuz, je tento název někdy používán pro označení celé rodiny raket.

## Všeobecné údaje
Rakety rodiny jsou charakteristické konstrukčním schématem zděděným po R-7. Raketa R-7, první sovětská mezikontinentální balistická střela, byla dvoustupňová (přesněji jedenapůlstupňová) raketa, s paralelním uspořádáním stupňů. První stupeň tvořily čtyři boční kuželovité bloky označované jako bloky B, V, G, a D (podle druhého až pátého písmene azbuky), umístěné do kříže kolem druhého stupně, označovaného jako blok A. Ve všech blocích byly používány čtyřkomorové vysokotlaké kapalinové raketové motory s otevřeným cyklem, v prvním stupni motory RD-107 (výrobní typové označení 8D74), v druhém stupni motor RD-108 (8D75). Jako kapalné pohonné látky se používaly v obou stupních kerosin T-1 jako palivo a podchlazený kapalný kyslík jako okysličovadlo. Trup druhého stupně se nad bodem horního upevnění bloků prvního stupně mírně rozšiřoval. Paralelní uspořádání Koroljov zvolil z důvodu dosažení co nejmenší délky sestavené rakety, přičemž maximální průměr i délka jednotlivých bloků byly omezeny požadavky na možnost přepravy dílů železnicí z výrobního závodu na kosmodrom, eventuálně bojová stanoviště.

## Využití
V současnosti jsou využívány následující rakety rodiny:
- Sojuz 2

Uživateli raket jsou Kosmická vojska Ruska a Roskosmos. Kromě toho existuje mezinárodní společnost Starsem (ze star = hvězda a sem - semjorka) zajišťující vypuštění užitečného zatížení nosnými raketami dané rodiny z kosmodromů Bajkonur a Kourou

## Přehled nosných raket rodiny R-7
- Blok (motor) – uvedeno je označení bloku a příslušný motor, u prvního stupně má každý blok svůj jeden motor.
- Nosnost, není-li uvedeno jinak, je míněna na LEO (kruhovou nízkou dráhu – 200 km), při startu z Bajkonuru.
- Počet startů je uveden k 28. prosinci 2011. Celkem k tomuto datu proběhlo 26 (9 neúspěšných) startů rakety R-7, 28 (2 neúspěšné) startů rakety R-7A a 1729 startů nosných raket od R-7 odvozených.[1]

| Název rakety | Index GRAU  | 1. stupeň bloky motor | 2. stupeň blok motor | 3. stupeň blok motor | 4. stupeň blok motor | Ve službě | Startů (neúspěšných) | Nosnost (kg)     | Výška (m) | Průměr (m) | Hmotnost (t) |
| ------------ | ----------- | --------------------- | -------------------- | -------------------- | -------------------- | --------- | -------------------- | ---------------- | --------- | ---------- | ------------ |
| Sputnik      | 8К71PS      | B, V, G, D RD-107     | A RD-108             | –                    | –                    | 1957      | 2 (0)                | 500              | 29,167    | 10,3       | 267          |
| Sputnik-3    | 8А91        | B, V, G, D RD-107     | A RD-108             | –                    | –                    | 1958      | 2 (1)                | 1 327            | 31,000    | 10,3       | 269,3        |
| Poljot       | 11A59       | B, V, G, D RD-107     | A RD-108             | –                    | –                    | 1963–1964 | 2 (0)                | 1 400            | 30,0      | 10,3       | 277          |
| Luna         | 8К72, 8K72L | B, V, G, D RD-107     | A RD-108             | E RD-0105            | –                    | 1958–1960 | 26 (8)               | 4 550            | 33,5      | 10,3       | 279          |
| Vostok       | 8К72К       | B, V, G, D RD-107     | A RD-108             | E RD-0109            | –                    | 1960–1964 | 26 (8)               | 4 730            | 38,246    | 10,3       | 287          |
| Vostok-2     | 8А92        | B, V, G, D RD-107     | A RD-108             | E RD-0109            | –                    | 1962–1967 | 45 (5)               | 4 730            | 38,246    | 10,3       | 287          |
| Vostok-2M    | 8А92М       | B, V, G, D RD-107     | A RD-108             | E RD-0109            | –                    | 1964–1991 | 94 (2)               | 3 800            | 38,246    | 10,3       | 287          |
| Voschod      | 11A57       | B, V, G, D RD-107     | A RD-108             | I RD-0108            | –                    | 1963–1976 | 299 (14)             | 5 900            | 44,628    | 10,3       | 298          |
| Molnija      | 8К78        | B, V, G, D RD-107MM   | A RD-108MM           | I RD-0107            | L C1-5400            | 1960–1965 | 40 (11)              | 1 500 (k Měsíci) | 43,440    | 10,3       | 305          |
| Molnija-M    | 8К78М       | B, V, G, D RD-107MM   | A RD-108MM           | I RD-0110            | L C1-5400            | 1964–2010 | 297 (21)             | 2 000 na GTO     | 43,44     | 10,3       | 305          |
| Sojuz        | 11А511      | B, V, G, D RD-107     | A RD-108             | I RD-0110            | -                    | 1966–1975 | 32 (2)               | 6 450            | 50,67     | 10,3       | 308          |
| Sojuz-L      | 11А511L     | B, V, G, D RD-107     | A RD-108             | I RD-0110            | -                    | 1970–1971 | 3 (0)                | 5 500            | 44,0      | 10,3       | 305          |
| Sojuz-M      | 11А511М     | B, V, G, D RD-107     | A RD-108             | I RD-0110            | –                    | 1971–1976 | 8 (0)                | 6 600            | 50,670    | 10,3       | 310          |
| Sojuz-U      | 11А511U     | B, V, G, D RD-117     | A RD-118             | I RD-0110            | –                    | 1973–2017 | 786 (22)             | 6 950            | 51,1      | 10,3       | 313          |
| Sojuz-U2     | 11А511U2    | B, V, G, D RD-117     | A RD-118             | I RD-0110            | –                    | 1982–1996 | 70 (0)               | 7 050            | 51,1      | 10,3       | 313          |
| Sojuz-FG     | 11А511FG    | B, V, G, D RD-107A    | A RD-108A            | I RD-0110            | –                    | 2001–2019 | 70 (1)               | 7 130            | 49,476    | 10,3       | 305          |
| Sojuz 2.1a   | 14А14       | B, V, G, D RD-107A    | A RD-108A            | I RD-0110            | –                    | od 2004   | 43 (3)               | 7 020            | 49,476    | 10,3       | 305          |
| Sojuz 2.1b   | 14А14       | B, V, G, D RD-107A    | A RD-108A            | I RD-0124            | –                    | od 2006   | 50 (3)               | 8 250            | 49,476    | 10,3       | 311          |
| Sojuz 2.1v   | 14A15       | A NK-33-1             | I RD-0124            | –                    | –                    | od 2013   | 6 (1)                | 2 850            | 44,0      | 3,0        | 158          |
| Sojuz-2-3    |             | B, V, G, D RD-107A    | A NK-33-1            | I RD-0124            | –                    | projekt   | –                    | 10 000           |           |            |              |

### Sputnik
Nosné rakety Sputnik byly fakticky mezikontinentální balistickou střelou R-7, pouze bojovou hlavici nahradila družice. Touto raketou byly vypuštěny první sovětské umělé družice Země.

### Luna
Raketa verze Luna se odlišovala od verze Sputnik přidáním třetího stupně – bloku E s motorem RD-0105 o tahu 49 kN. Tato raketa vynesla do vesmíru první tři sondy programu Luna. Také je označována jako Vostok L

### Vostok
Odlišovala se od verze Luna modernizovaným motorem třetího stupně (RD-0109 o tahu 55 kN). Právě tato raketa byla použita v programu Vostok, prvním sovětském programu pilotovaných letů.

### Voschod
V raketě Voschod byl použit nový třetí stupeň, nazvaný blok I, se znatelně výkonnějším motorem RD-0108 (tah 295 kN). Byla použita pro vynesení kosmických lodí řady Voschod, později pro družice Zenit.

### Molnija
Modifikace rakety Vostok, konstruovaná paralelně k verzi Voschod. Odlišovala se přítomností čtvrtého stupně, bloku L, a modernizovanými motory všech ostatních stupňů. Byla určena pro vynášení spojových družic řady Molnija na silně eliptické dráhy a pro vypouštění meziplanetárních sond.

### Sojuz

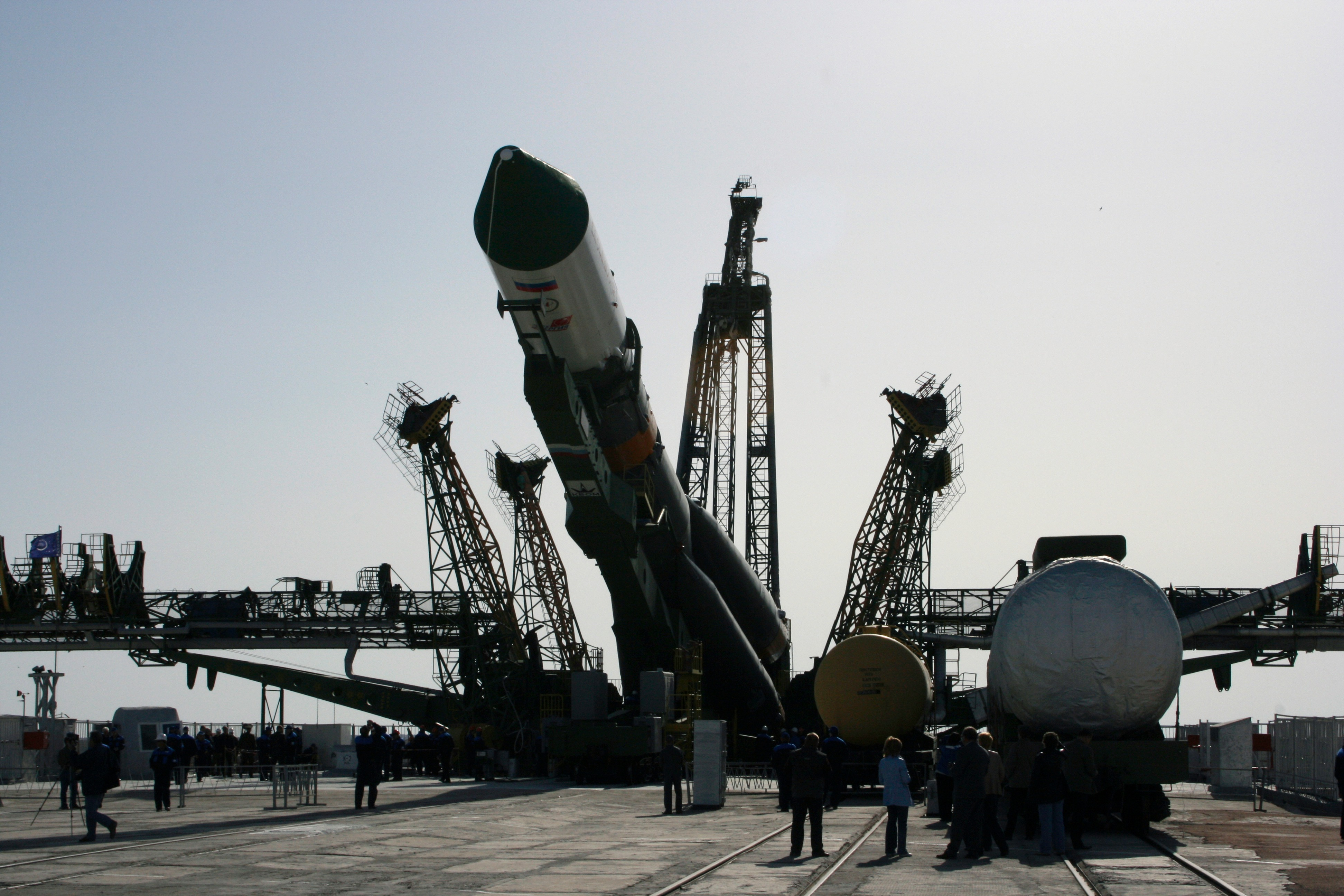
Raketa Sojuz-U s lodí Progress-M60 je zvedána do startovní polohy, Bajkonur, 10. května 2007

Další modifikace rakety Voschod, s novým motorem třetího stupně - RD-0110. Umožnila vynášení nového typu pilotovaných kosmických lodí – lodí Sojuz.

### Sojuz-U
Modernizovaná raketa Sojuz, s lepšími motory prvního a druhého stupně. Raketa byla zkonstruována jako náhrada všech dosavadních verzí raket rodiny R-7 s výjimkou Molniji, proto byla označena Sojuz-U jako unifikovaný (унифицированный).
Raketa byla využívána od roku 1973 do 2017 a je se 786 starty do 22. února 2017 nejmasovější nosnou raketou vůbec.

### Sojuz-U2
Varianta rakety Sojuz-U používající v motorech prvního a druhého stupně syntetický kerosin (sintin, синтин) místo obvyklého rafinovaného kerosinu T-1. Změna paliva umožnila zvýšit hmotnost nákladu o v průměru 200 kg. První start se uskutečnil v prosinci 1982, roku 1996 bylo rozhodnuto o ukončení produkce této verze v souvislosti se zastavením výroby sintinu, jeho vysokou cenou a problémy s motory rakety určené pro vypuštění lodi Sojuz TM-24.

### Sojuz-FG

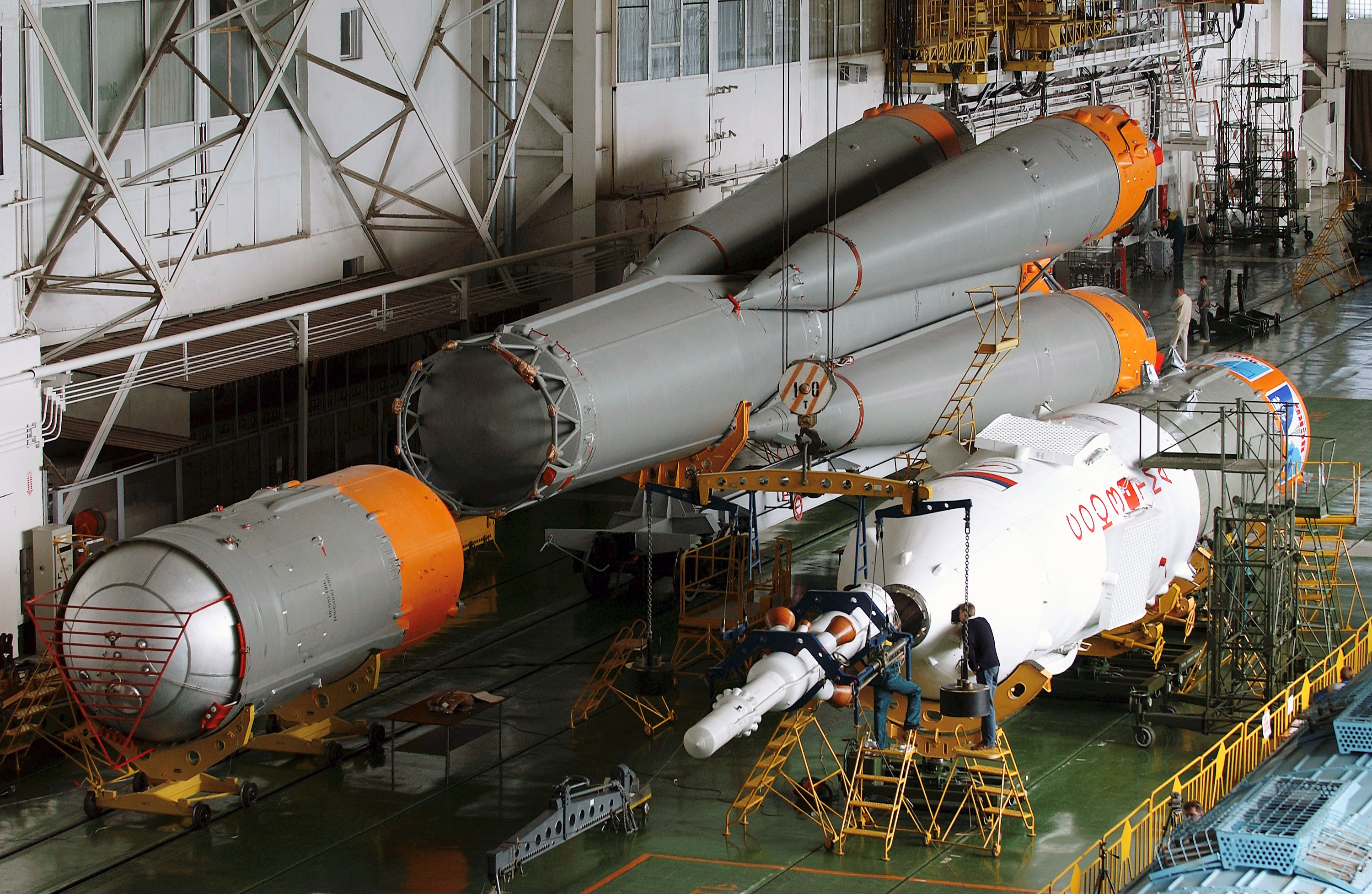
Montáž rakety Sojuz-FG (určené pro Sojuz TMA-5) na Bajkonuru, 11. října 2004

Modernizovaná verze Sojuzu-U se zdokonalenými motory prvního a druhého stupně. Motory byly vybaveny novým systémem vstřikování paliva, což přineslo o 5% vyšší nosnost.
Opětné zvýšení nosnosti řešilo problémy vzniklé vyřazením rakety Sojuz-U2, při použití raket Sojuz-U pro vypuštění lodí Sojuz TM se třemi kosmonauty bylo, vzhledem k její nižší nosnosti, nutno hlídat každý kilogram váhy posádky a vybavení.
Raketa byla používaná od roku 2001 do 2019.

### Sojuz 2
Další modernizace Sojuzu-U, paralelní k Sojuzu-FG. Ve verzi Sojuz 2.1a jsou motory s tělesem rakety shodné s verzí Sojuz-FG. Hlavním prvkem modernizace je však nový řídící systém. Dosavadní dva analogové systémy řízení (jeden systém pro první dva stupně a druhý pro vyšší stupně) jsou nahrazeny jediným digitálním. Nová raketa tak má výrazně vyšší přesnost a manévrovatelnost za letu, možnost využívat kryty nákladu o větším průměru. Raketa má nižší náročnost na pozemní přípravu startu.
Ve verzi Sojuz 2.1b má raketa i nový motor třetího stupně – RD-0124, který přinesl zvýšení hmotnosti vynášeného nákladu o jednu tunu.
První start Sojuzu 2.1a proběhl 8. listopadu 2004, Sojuzu 2.1b 27. prosince 2006. Do 18. září 2009 se uskutečnilo sedm startů.
Verze upravené pro potřeby startů z guyanského kosmodromu Kourou jsou značeny Sojuz-ST, přesněji Sojuz STA pro raketu odvozenou od Sojuzu 2.1a a Sojuz STB pro potomka Sojuzu 2.1ba.

### Sojuz 2.1v
Také označován Sojuz 1. Projektovaná jako lehká nosná raketa vzniklá ze Sojuzu 2.1b odebráním čtyř bloků prvního stupně a nahrazením motoru RD-108A centrálního stupně A motory NK-33-1 (pozůstalé po raketě N-1, v budoucnu se počítá s obnovením výroby).

### Sojuz 2-3
Projektovaná nosná raketa vzniklá ze Sojuzu 2.1b náhradou motoru RD-108A centrálního stupně za motor NK-33-1. Zvětší se průměr dolní části centrálního bloku, nosnost rakety je předpokládána 10 tun na nízkou dráhu z Bajkonuru, 10,7 tuny z Kourou.